# Desmometopa palpalia
Desmometopa palpalia är en tvåvingeart som först beskrevs av Wahlberg in Zetterstedt 1848.  Desmometopa palpalia ingår i släktet Desmometopa, och familjen sprickflugor. Arten har ej påträffats i Sverige.